# Stany Derval
Stany Derval is een Belgische stripreeks van de hand van tekenaar/schrijver Mitacq. De strip werd gepubliceerd tussen 1968 en 1979 in het weekblad Robbedoes en de Franstalige equivalent Spirou. Een aantal van de verhalen zijn later in albumvorm verschenen.
De strip gaat over de jonge televisiereporter Stany Derval. Tijdens zijn werk maakt hij veel ongewone avonturen mee.
Mitacq begon de reeks toen zijn andere reeks De Beverpatroelje stillag, omdat zijn scenarist Jean-Michel Charlier het te druk had met andere projecten. Het scenario voor het eerste verhaal van Stany Derval De twee schatten van Berendal schreef Mitacq zelf. Vanaf het tweede verhaal deed Mitacq beroep op verschillende scenaristen: André Beckers, Lemasque (pseudoniem van Jacques Stoquart), Maurice Tillieux en Héric.

## Verhalen
Deze verhalen verschenen in het weekblad Robbedoes:
- De twee schatten van Berendal (1968) 44 pagina's
- Pasen op Paaseiland (1969) 5 pagina's - Robbedoes nr. 1616
- Angst in het Koadal (1969) 45 pagina's
- Een buitengewone kerstnacht voor Stany Derval (1969) 5 pagina's - Robbedoes nr. 1652
- De 500cc duivels (1970) 42 pagina's
- De spookkoets (1973) 42 pagina's
- De stalen long (1973) 12 pagina's - Robbedoes nr. 1841
- Het manuscript van Gallilea (1974) 22 pagina's
- Rodeo in Rope Rio (1974) 6 pagina's - Robbedoes nr. 1886
- Operatie hersenpan (1974) 12 pagina's
- De dolende Canadees (1974) 11 pagina's
- De Ijsheiligen (1976) 44 pagina's
- De leeuwekuil (1979) 11 pagina's

## Nederlandstalige albums
Een aantal van bovenstaande verhalen zijn in albumvorm verschenen:
- De spookkoets (1981) Uitgeverij Paul Rijperman (pagina's in zwart/wit)
- De twee schatten van Berendal (1981) Uitgeverij Paul Rijperman (pagina's in zwart/wit)
- Avonturen in de kijker Verzamelalbum met 6 verhalen : De spookkoets, De stalen long, Operatie hersenpan, De dolende Canadees, De leeuwekuil, De Ijsheiligen. (1987) Uitgeverij Dupuis (pagina's in kleur)